# كارولين مارسدن
كارولين مارسدن (بالإنجليزية: Carolyn Marsden)‏ (14 أغسطس 1950)؛ كاتِبة وروائية أمريكية.